# À fond (film)
Pour les articles homonymes, voir À fond.
Pour plus de détails, voir Fiche technique et Distribution.
À fond est un film franco-macédonien coécrit et réalisé par Nicolas Benamou, sorti en 2016.

## Synopsis
Lors du premier week-end de juillet, Tom, chirurgien esthétique à Paris, époux de Julia, père de Lison et Noé, a tout prévu pour optimiser le voyage et profiter de sa nouvelle Danjoon Medusa, une voiture sophistiquée qu'il vient de s'offrir. Ben, son père hippie maladroit et manipulateur, les rejoint sans que Julia ne le sache. Après une pause sur une aire d'autoroute pour faire le plein où Ben invite Melody, une jeune femme oubliée par sa mère, en secret dans la voiture, Tom reprend le volant sur l'autoroute A6, mais le régulateur de vitesse se bloque à 130, puis à 160 km/h, sans possibilité de ralentir ou s'arrêter.

## Fiche technique
Sauf indication contraire, les informations mentionnées dans cette section peuvent être confirmées par les bases de données cinématographiques IMDb et Allociné,  présentes dans la section « Liens externes ».
- Titre original : À fond
- Réalisation : Nicolas Benamou
- Scénario : Fabrice Roger-Lacan et  Frédéric Jardin, adapté par Fabrice Roger-Lacan et Nicolas Benamou
- Musique : Michaël Tordjman et Maxime Desprez
- Direction artistique : Vlatko Zafirkovski
- Décors : Jean-Jacques Gernolle
- Costumes : Aurore Pierre
- Photographie : Antoine Marteau
- Son : Amaury de Nexon, Frédéric Le Louêt, Julien Perez
- Montage : Olivier Michaut-Alchourroun
- Production : Thomas Langmann, Emmanuel Montamat, Lauranne Bourrachot et Marco Cherqui
  - Production déléguée (Macédoine du Nord) : Dejan Iliev et Sasho Pavlovski
- Sociétés de production[1] : La Petite Reine et Chic Films
- Sociétés de distribution[2] : Wild Bunch Distribution (France) ; Belga Films (Belgique) ; Frenetic Films (Suisse romande)
- Budget : 13 750 770 €[3]
- Pays de production :  France,  Macédoine du Nord
- Langue originale : français
- Format[4] : couleur (Technicolor) - 2,35:1 (Cinémascope) - son Dolby 5.1
- Genre : comédie, action
- Durée : 91 minutes
- Dates de sortie[5] :
  - France : 11 novembre 2016 (Festival du film de Sarlat) ; 21 décembre 2016 (sortie nationale)
  - Belgique, Suisse romande : 21 décembre 2016[6],[7]
- Classification[8] :
  - France : tous publics[9]
  - Belgique : tous publics (Alle Leeftijden)[6]
  - Suisse romande : interdit aux moins de 10 ans[10]
  - Québec : en attente de classement

## Distribution
- José Garcia : Tom Cox
- André Dussollier : Ben Cox
- Caroline Vigneaux : Julia Cox
- Charlotte Gabris : Melody Poupart
- Vincent Desagnat : l'adjudant-chef Gaspard Besauce
- Josephine Callies : Lison Cox
- Stylane Lecaille : Noé Cox
- Jérôme Commandeur : Danieli, le concessionnaire
- Ingrid Donnadieu : le gendarme Vignali
- Vladimir Houbart : Jacky, le conducteur de la BMW série 5 E34 jaune
- Florence Foresti : la capitaine Peton
- Harrison Arevalo : Juan, le peintre
- Philippe Laudenbach : Monsieur Château Chantelle
- Béatrice Costantini : Madame Sacha Château Chantelle
- Jérôme Lenôtre : le père chez le concessionnaire
- Sissi Duparc : la mère chez le concessionnaire
- Mathieu Barbet : le Planton
- Gérard Cherqui : le gendarme jouant au Ping-Pong
- Christian Hening de Franceschini : le super gendarme
- Anne Ferrier : la voix de la Danjoon Medusa
- Hortense Gelinet : Carine Moulin, journaliste BFMTV
- Rachid M'Barki : Rachid, journaliste BFMTV
- Béatrice Michel : Mme Brébineau, la clocharde
- Louiza Arriouache : la gitane

- La « Danjoon Medusa », monospace asiatique haut de gamme, déclencheur et décor de l'histoire, a été dessinée par José Figueres (JFDesign) et construite par Lazareth Auto-Moto.

## Production

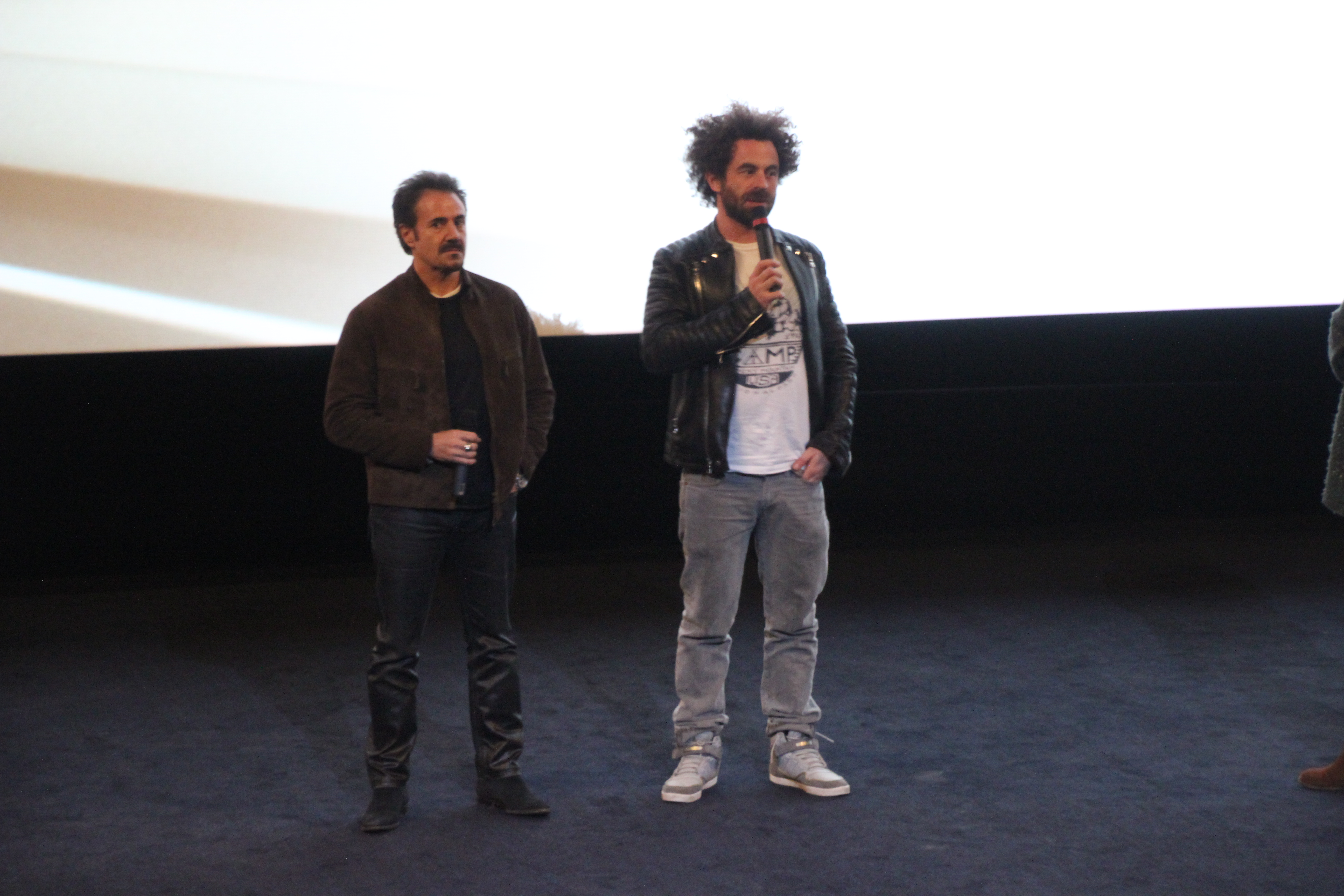
Le réalisateur Nicolas Benamou et l'acteur principal José Garcia à une avant-première, en novembre 2016.

Les producteurs du film envisagent initialement de tourner une grande partie du film avec des fonds verts permettant l'incrustation du décor, mais, face à l'insistance de Nicolas Benamou, le film a finalement été tourné en prise de vues réelles.
La tâche de la production est cependant ardue, l'intrigue nécessitant de nombreux kilomètres d'autoroute. Les sociétés d'exploitation des autoroutes d'Île-de-France et du Centre donnent tout d'abord leur accord mais l'accord est plus compliqué à obtenir auprès des autorités compétentes françaises. Alors que le plus dur est fait, les services préfectoraux doivent mettre leur veto sur le projet pour des raisons de sécurité.
Un accord est tout de même très vite conclu pour l'utilisation d'un tronçon d'autoroute en Macédoine pour les scènes les plus complexes, du fait de cet accord, la production se rendit en Macédoine pour y tourner pendant dix semaines (en lieu et place des trois initialement prévues).
Ce bouleversement de planning a toutefois posé quelques problèmes. Valérie Bonneton, qui devait incarner Julia, doit abandonner le film en raison de cette délocalisation. Elle est dès lors remplacée par l'humoriste Caroline Vigneaux, moins connue du grand public.
L'autre problème concerne la population macédonienne, plutôt agacée à l'idée de voir plusieurs axes autoroutiers fermés pendant la période estivale. À la suite d'une conférence de presse publique, le problème est cependant résolu et la production parvient à obtenir les autorisations officielles nécessaires.
La production a dû acheminer un hélicoptère français sur le tournage en Macédoine. Le pays ne disposant que d'appareils anciens, il était impossible au pilote d'assurer une parfaite sécurité dans ces conditions.
De nombreuses prises de vues montrent les panneaux indicateurs de Macédoine, alors que l'action est censée se dérouler sur l'autoroute entre Paris et Dijon.

## Accueil

### Box-office
Le film débute au box-office français de la semaine du 21 au 27 décembre 2016 à la sixième place avec 386 645 entrées. Il se classe septième la semaine suivante avec 282 206 entrées. Pour sa troisième semaine d'exploitation, le film se situe à la dixième place du box-office avec 70 391 entrées. Le film cumule au total 950 000 entrées.

## Bande originale
- C2C- Down the Road

### Documentation
- Dossier de presse À fond